# Oel Dhakwa
Oel Dhakwa é uma cidade e uma nagar panchayat no distrito de Kheri, no estado indiano de Uttar Pradesh.

## Demografia
Segundo o censo de 2001, Oel Dhakwa tinha uma população de 11,077 habitantes. Os indivíduos do sexo masculino constituem 53% da população e os do sexo feminino 47%. Oel Dhakwa tem uma taxa de literacia de 51%, inferior à média nacional de 59.5%: a literacia no sexo masculino é de 59% e no sexo feminino é de 42%. Em Oel Dhakwa, 17% da população está abaixo dos 6 anos de idade.